# Антипово (Вологодская область)
Антипово — деревня в Великоустюгском районе Вологодской области.
Входит в состав Верхнешарденгского сельского поселения, с точки зрения административно-территориального деления — в Верхнешарденгский сельсовет.
Расстояние по автодороге до районного центра Великого Устюга — 49 км, до центра муниципального образования Верхней Шарденьги — 3 км. Ближайшие населённые пункты — Горбачево, Мурдинская, Слободчиково, Бакшеево, Ребцово.
По данным переписи в 2002 году постоянного населения не было.